# Œufs brayons
 (août 2014).
Les œufs brayons parfois aussi œufs normands du brayon sont une spécialité culinaire de Normandie qui tient de l'œuf cocotte (car il est cuit au bain marie en ramequin), de l'omelette crémée ou des œufs brouillés crémés. Brayon désigne ce qui vient de Bray dans l'Eure.
C'est un plat d'œufs de cane battus en omelette avec de la crème fraîche cuits 10 min en ramequins au bain-marie et servis sur des canapés frits au beurre avec une sauce à la crème fraîche additionnée de persil,,. On trouve la recette sans précision sur la nature de l'œuf (poule ou cane), la sauce est soit une sauce crème (crème épaisse délayée dans du beurre avec un peu de vinaigre ou jus de citron), soit une sauce blanche,.
Il ne doivent pas être confondus avec les œufs à la normande qui sont des œufs cuits au plat sur de la crème et des huitres servis avec une sauce normande. Les sources anglophones - dont le Larousse gastronomique (1961) - donne sous ne même nom des œufs garnis de moules, champignons et crevettes, servis dans des croustades avec une sauce normande.